# Isaque I da Etiópia
Isaque I (em amárico: ይሥሓቅ , transc.: yisḥāḳ, também conhecido como Yeshaq) foi Imperador da Etiópia (nəgusä nägäst, 1414 - 1429) e membro da dinastia salomónica.  Seu nome de trono era Gabra Masqal II. Foi o segundo filho de Davi I, sua mãe era a rainha Seyon Mangasha 

## Reinado
O reinado de Isaque foi marcado por uma revolta dos Beta Israel. Em resposta, o imperador marchou para a antiga região de Wegera (Vagara, atual Amara), onde derrotou os rebeldes em Kossoge cerca de 30 quilômetros ao norte de Gondar, terminando assim a revolta. Construindo uma suntuosa igreja no local para comemorar sua vitória.    Isaque I também invadiu a região dos shanqellas e a dos agaus. Depois disso enviou suas tropas a sudeste, onde enfrentou os filhos de Sabredim II, que haviam retornado do exílio na Península Arábica.
Isaque, segundo o historiador islâmico Almacrizi, contratou um grupo de mamelucos liderados por al-Tabingha para treinar seu exército em artilharia e combate com espadas. Esta é a referência mais antiga a armas de fogo (naft em árabe) na Etiópia.   Na mesma época, outro visitante egípcio, um copta, "reorganizou o reino", de acordo com Almacrizi ", e coletou tanta riqueza para o Hati [o Imperador] que ele gozou da autoridade do rei". Este Copta sem nome também introduziu a prática do Imperador vestir roupas "esplêndidas" e carregar uma cruz, o que o destacou de seus súditos.
George Wynn Brereton Huntingford sugere que foi durante o reinado de Isaque que os governantes da Etiópia deixaram de ter capitais permanentes; em vez disso, suas Cortes eram mantidas em acampamentos enquanto avançavam em seu domínio.
Isaque fez o primeiro contato conhecido da Etiópia pós-axumita com um governante europeu. Ele enviou uma carta de dois dignitários a Afonso V de Aragão, que chegou ao rei em 1428, propondo uma aliança contra os muçulmanos e esta aliança seria selada por um casamento duplo, que exigiria que o infante Pedro de Aragão (irmão de Afonso) levasse um grupo de artesãos para a Etiópia, onde ele se casaria com a filha de Isaque. Não está claro como ou se Alfonso respondeu a esta carta, embora em uma carta que chegou a um sucessor de Isaque, Zara-Jacó (Cosntantino I), em 1450, Alfonso tenha escrito que ele ficaria feliz em enviar artesãos para a Etiópia se a segurança deles fosse garantida, pois em uma ocasião prévia em que enviara um grupo de treze de seus súditos para a Etiópia eles haviam perecido.
Um exemplo notável da literatura etíope que sobreviveu a esse período é um panegírico dirigido a Isaque, que Enrico Cerulli destacou como uma joia da poesia etíope. 
Tadesse Tamrat acredita que as fontes primárias mascararam a morte de Isaque em uma batalha contra os muçulmanos. Isaque foi enterrado em Tadbaba Maryam, um convento do distrito Sayint (região de Amara).